# Wojna gruzińsko-osetyjska (1918–1920)
Wojna gruzińsko-osetyjska 1918–1920 – wojna toczona w latach 1918–1920 między wojskami powstałej w 1918 Demokratycznej Republiki Gruzji a dążącymi do uzyskania państwowości Osetyjczykami.

## Przyczyny
Po rewolucji lutowej, gdy załamała się carska administracja, w Osetii Południowej utworzono Narodową Radę Osetyjczyków, próbowała ona przekształcić się we władzę całej Osetii. Bolszewicy zdobyli w Radzie przewagę i zaczęli forsować włączenie Osetii do państwa radzieckiego.

## Wojna
W roku 1918 powstała niepodległa Gruzja, której armia podjęła walki z siłami osetyjskimi. Osetyjczycy przeprowadzili w Cchinwali czystki etniczne na ludności gruzińskiej. 22 marca 1918 Osetyjczycy zostali wyparci z miasta, a Gruzini zniszczyli osetyjskie siły.
Ponowne walki wybuchły w 1919, a w roku następnym Osetyjczycy uzyskali poparcie Lenina, jednak wobec wojny z Polską Rosjanie wycofali się konfliktu. 8 maja 1920 podpisano pokój, który gwarantował granice gruzińskie i pozostawiał Osetię Południową w jej granicach. Bez rosyjskiej pomocy Osetyjczycy przegrali wojnę.

## Epilog

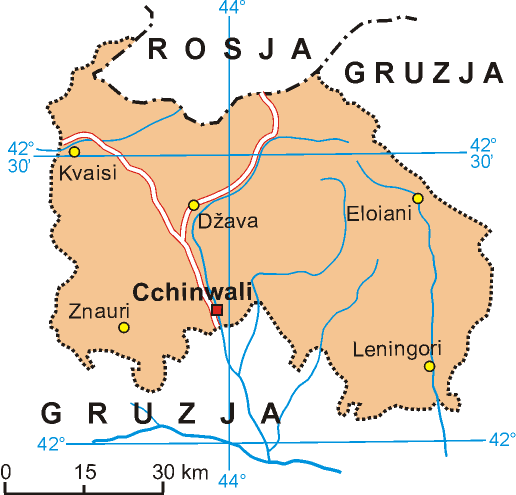
Osetia Południowa, republika autonomiczna w ramach Gruzińskiej SRR

Po zakończeniu wojny z Polską Lenin miał rozwiązane ręce w sprawie kaukaskiej. W lutym 1921 Armia Czerwona dokonała agresji na Gruzję i jej podboju militarnego, w 1922 Gruzińska Socjalistyczna Republika Radziecka, będąca częścią Zakaukaskiej Federacyjnej Socjalistycznej Republiki Radzieckiej stała się częścią ZSRR; Osetia Południowa jako obwód autonomiczny pozostała w granicach Gruzińskiej SRR (Południowoosetyjski Obwód Autonomiczny).